# 1956年清洁空气法令
《1956年清洁空气法令》（英語：Clean Air Act 1956）是英国国会响应1952年伦敦烟雾事件的一个國會法令。它生效至1964年，并由英格兰社区及地方政府部和苏格兰卫生部支持。
该法案引入了一些减少空氣污染的措施，特别是在一些城镇引入只能燃烧无烟燃料的“控烟区”。通过将房屋的热源转向更清洁的煤、电和燃气，降低了家庭排放的煙和二氧化硫总量。为加强这些变化，该法案还包括将发电站迁离城市的措施，以及增加一些烟囱的高度。
该法令是制定环境保护法律框架的一个重要里程碑。

### 英国法律
- Clean Air Act 1956的當今生效版本（包括所有修訂）（官方文本由英國成文法資料庫提供）legislation.gov.ukClean Air Act 1956的當今生效版本（包括所有修訂）（官方文本由英國成文法資料庫提供）